# Teclado Colemak

Distribución de teclado Colemak (en inglés).

Distribución de teclado Colemak (en inglés) mostrando el uso de las teclas con Alt Gr que permite el uso de los caracteres acentuados y específicos del español y otras lenguas latinas y europeas.

Colemak es una distribución de teclado alternativa a las distribuciones QWERTY y Dvorak. Fue desarrollada por Shai Coleman principalmente para el idioma inglés en enero de 2006.
Shai Coleman colocó las letras de mayor frecuencia bajo los dedos más fuertes y en la fila central. Esto es para prevenir el síndrome RSI (lesiones por movimientos repetitivos), que puede ser causado por movimientos repetitivos y duraderos, como el presionar las teclas más frecuentes en una posición desfavorable. De esa manera se logra una escritura más rápida.
Diagramas de frecuencia de letra
- Colemak

- QWERTY

- Dvorak

Además, el sistema Colemak es más atractivo para los usuarios de QWERTY, para quienes la conversión es más simple que hacia Dvorak, pues sólo 17 teclas cambian de lugar y 2 cambian de mano respecto a QWERTY. En cambio, con el sistema Dvorak, 33 teclas cambian de lugar y 22 cambian de mano. Además, en el sistema Colemak permanecen intactos los atajos de tecla de acciones comunes: Ctrl+X (cortar), Ctrl+C (copiar), Ctrl+V (pegar) y Ctrl+Z (deshacer).
Esto logra una ventaja frente al sistema Dvorak, ya que estos atajos no tienen que ser automatizados otra vez.

### Colocación de otras teclas
Una característica principal de la distribución Colemak es que carece de la tecla Bloqueo de mayúsculas que realmente tiene poco uso a juicio de los diseñadores del teclado. Su lugar es ocupado por otra tecla de Retroceso, haciéndose más fácil de alcanzar. Se han hecho adaptaciones del teclado Colemak para reponer la tecla de bloqueo de mayúsculas.
Aunque utiliza los pocos signos de puntuación de la lengua inglesa por defecto, Colemak está también diseñado para poder teclear signos internacionales, que son introducidos con el uso de  la tecla Alt Gr.

## Instalación
Para usar Colemak es necesario descargar un software libre del sitio oficial, o crearlo manualmente. Colemak admite los siguientes sistemas operativos:
- GNU/Linux, FreeBSD, OpenBSD, NetBSD y Solaris.
- Windows 95 en adelante.
- Macintosh OS X 10.2 (Jaguar) en adelante.

Posteriormente, es necesario re-etiquetar las teclas del teclado, o bien aprender a utilizar las teclas sin mirar. Es difícil encontrar teclados físicos fabricados con el sistema Colemak.

## Premios
Colemak ganó la competencia CAPSoff de diseño de teclado el 4 de enero de 2007.

## Estudios científicos
Hasta 2007, no se han hecho estudios para demostrar la eficacia de la distribución de teclado Colemak. Sin embargo, se pueden ver las experiencias de diferentes usuarios en el foro oficial en inglés. En este aspecto tiene ventaja Dvorak, que fue diseñado con estudios anatómicos.